# Appannaggio
Un appannaggio era una concessione feudale che veniva sottratta dai domini reali e che un re (o, più estesamente, un signore feudale) faceva ai propri figli (o altri parenti, come i fratelli), in particolare verso quelli esclusi dalla successione al trono. L'appannaggio era una pratica molto in uso in Francia e assicurava così ai membri cadetti della dinastia regnante titoli e redditi derivanti dai territori dati in appannaggio.

## Appannaggi nel regno di Francia
I re di Francia erano soliti assegnare appannaggi ai propri figli o fratelli; verso la fine della monarchia, però, il titolo divenne spesso puramente simbolico (è il caso, per esempio, di Luigi duca di Borgogna, che non eserciterà mai alcun potere sul territorio datogli in appannaggio, o di suo figlio Luigi, duca di Bretagna, che morì bambino). 
L'appannaggio veniva solitamente trasmesso ai discendenti dell'assegnatario in linea maschile diretta (anche se vi furono alcune eccezioni di eredità in linea femminile) ed all'estinzione della linea di successione, i titoli ed i territori relativi tornavano a far parte dei domini reali diretti. Tra i vari titoli e territori dati in appannaggio nel corso dei secoli, alcuni diedero nome ad importanti rami cadetti della dinastia Capetingia, come i Valois, gli Angioini, i Borgognoni, gli Orleans ed i Borbone.
Ricordiamo che a partire dal 1349 al figlio maggiore del re veniva dato il titolo di Delfino di Francia ed aveva in appannaggio il territorio del Delfinato.
- Luigi VI:
  - concesse la contea di Dreux al figlio Roberto.
- Filippo II:
  - concesse le contee di Domfront e Mortain, oltre che Clermont-en-Beauvaisis acquistato da Tebaldo VI di Blois, al figlio minore Filippo Hurepel.
- Luigi VIII:
  - concesse la contea di Artois a Roberto I;
  - concesse la contea di Poitiers per Alfonso;
  - concesse la contea d'Angiò e del Maine a Giovanni Tristano;
- Luigi IX il Santo:
  - l'Angiò e il Maine al fratello minore Carlo, futuro re di Sicilia, dopo la morte del precedente conte Giovanni Tristano;
  - il ducato d'Orléans al figlio Filippo, che poi succederà al padre come Filippo III;
  - la contea del Valois al figlio Giovanni Tristano (da non confondere con lo zio), che morirà senza eredi;
  - la contea d'Alençon e Perche al figlio Pietro, che morirà senza eredi;
  - la contea di Clermont-en-Beauvaisis (ritornata alla corona dopo la morte della figlia del conte Filippo Hurepel) al figlio Roberto, fondatore del ramo capetingio dei Borbone; Clermont verrà scambiato da Luigi I di Borbone, figlio di Roberto, con La Marche, tuttavia i Borbone continuarono a dare questo titolo in appannaggio ai loro figli primogeniti fino alla conquista del Borbonese a Carlo III di Borbone-Montpensier, il traditore del re.
- Filippo III:
  - la contea di Valois al figlio Carlo, padre di Filippo VI di Francia e fondatore del ramo capetingio dei Valois;
  - la contea di Beaumont-sur-Oise al figlio Luigi.
- Filippo IV:
  - la contea d'Évreux al già citato fratellastro Luigi, conte di Beaumont;
  - la contea di Alençon e Perche al già citato fratello Carlo di Valois:
    - Alençon e Perche andarono in eredità al figlio Carlo II d'Alençon.

  - la contea di La Marche al figlio Carlo; la contea fu poi barattata con Clermont-en-Beauvaisis; i possedimenti torneranno alla corona quando Carlo divenne re come Carlo IV.
- Filippo VI:
  - il ducato di Normandia al figlio Giovanni, che diverrà re Giovanni II;
  - il ducato d'Orléans e la contea di Valois al secondo figlio Filippo; i possedimenti torneranno alla corona allorché Filippo morì senza eredi.
- Giovanni II:
  - il ducato d'Angiò e Maine al figlio Luigi; i possedimenti torneranno alla corona alla morte del suo pronipote Carlo IV d'Angiò;
  - il ducato di Berry e d'Alvernia al figlio Giovanni, che morirà senza eredi e le cui possessioni torneranno alla corona;
  - il ducato di Borgogna al figlio Filippo.
- Carlo VI:
  - il ducato d'Orléans, le contee di Angoulême e Clermont-en-Beauvaisis e Châtellerault al fratello minore Luigi:
    - Orléans andrà al figlio maggiore di Luigi, Carlo, e tornerà alla corona allorché il figlio di Carlo diverrà re Luigi XII;
    - Angoulême andrà al figlio minore Giovanni e tornerà alla corona quando suo nipote diverrà re Francesco I.
- Francesco I:
  - I ducati d'Orléans e Angoulême, Châtellerault, Clermont-en-Beauvaisis e, in un secondo tempo, il Borbonese al figlio minore Carlo, che morì però senza eredi.
- Enrico II:
  - il ducato d'Orléans al figlio Luigi, morto senza eredi;
  - il ducato d'Angiò, e poi l'Orléans, al figlio Carlo, futuro re Carlo IX;
- Carlo IX:
  - il ducato d'Angiò, il Borbonese e la contea di Forez al fratello Enrico, che poi diverrà re come Enrico III;
  - il ducato d'Alençon al fratello Francesco.
- Luigi XIII:
  - il ducato d'Orléans e la contea di Blois e Chartres al fratello Gastone, che morirà però senza eredi maschi.
- Luigi XIV il Re Sole:
  - i ducati d'Orléans, Valois e Chartres al fratello Filippo;
  - il titolo di duca di Borgogna al nipote Luigi di Borbone-Francia;
  - il ducato d'Angiò al nipote Filippo, futuro re di Spagna Filippo V;
  - i ducati di Berry, Alençon, Angoulême e la contea del Ponthieu al nipote Carlo, morto senza eredi.
  - il ducato di Bretagna al pronipote Luigi, figlio del duca di Borgogna, e poi a suo fratello Luigi, tutti e due morti in tenera età.
  - l'Angiò al pronipote Luigi, futuro Luigi XV.
- Luigi XV:
  - il ducato d'Angiò e le contee di Maine, Perche e Senonches al nipote Luigi XVIII di Francia, che diverrà re come Luigi XVIII;
  - i ducati d'Alvernia, Angoulême e Mercoeur al nipote Carlo, futuro re Carlo X.
- Napoleone Bonaparte dopo la sconfitta di Lipsia ottenne l'appannaggio dell'Elba da dove in seguito fuggì per tentare i famosi 100 giorni.

## Appannaggi in altri regni e domini
Nel Regno di Napoli, gli eredi al trono solitamente ottenevano in appannaggio il Ducato di Calabria con relativo titolo.
Nel Ducato di Mantova, nella famiglia Gonzaga era uso mantenere l’intesa in famiglia concedendo singole castellanze, spesso di frontiera, a figli cadetti del duca.
Nel Regno Unito, l'erede del re viene titolato come duca di Cornovaglia.
Nel Regno d'Italia napoleonico il viceré Eugenio di Beauharnais ottenne un cospicuo appannaggio nelle Marche (si trattava di beni sottratti dai francesi allo Stato della Chiesa e comunità religiose). Avvenuta la Restaurazione, la Santa Sede non provvide ad incamerarli; pertanto essi rimasero in proprietà del viceré e dei suoi eredi, i Duchi di Leuchtenberg. A un certo momento sembrò che questi avessero delle velleità di una ricostituzione del bonapartismo. E allora lo Stato Pontificio provvide a comperarli in blocco.